# Терновое (Шебекинский район)
Терновое — село в Шебекинском районе Белгородской области, входит в состав Белянского сельского поселения.

## География
Расположено восточнее села Огнищево и граничит с ним.
Через село протекает река Нежеголь и проходят просёлочные дороги. На севере от Тернового находится урочище Долженок.

### Улицы
| - ул. Восточная - ул. Лесная - ул. Луговая - ул. Набережная | - ул. Подгорная - ул. Прилужная - ул. Пролетарская - ул. Садовая |

## Население
| 2002 | 2010 |
| ---- | ---- |
| 274  | ↘273 |